# 103
Aquesta pàgina és per a l'any. Per al nombre, vegeu cent tres.
El 103 (CIII) fou un any comú començat en diumenge del calendari julià.

## Esdeveniments
- Luci Appi Màxim esdevé cònsol

## Necrològiques
- Sext Juli Frontí, polític, militar i escriptor romà.[1]